# 梅斯特林陨石坑
梅斯特林陨石坑（Maestlin）是位于月球正面风暴洋东部的一座年轻小撞击坑，约形成于11亿年前的哥白尼纪，其名称取自德国天文学家暨数学家米夏埃尔·梅斯特林(Michael Maestlin，1550年-1617年)，1961年被国际天文学联合会正式接受。

## 描述

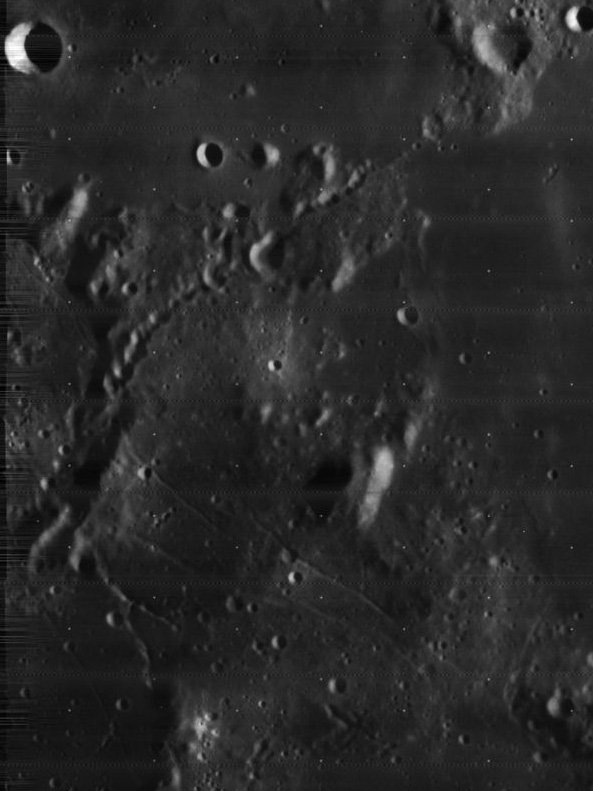
月球轨道器4号拍摄的图像，梅斯特林陨石坑位于左上角，它的东南是梅斯特林月溪。

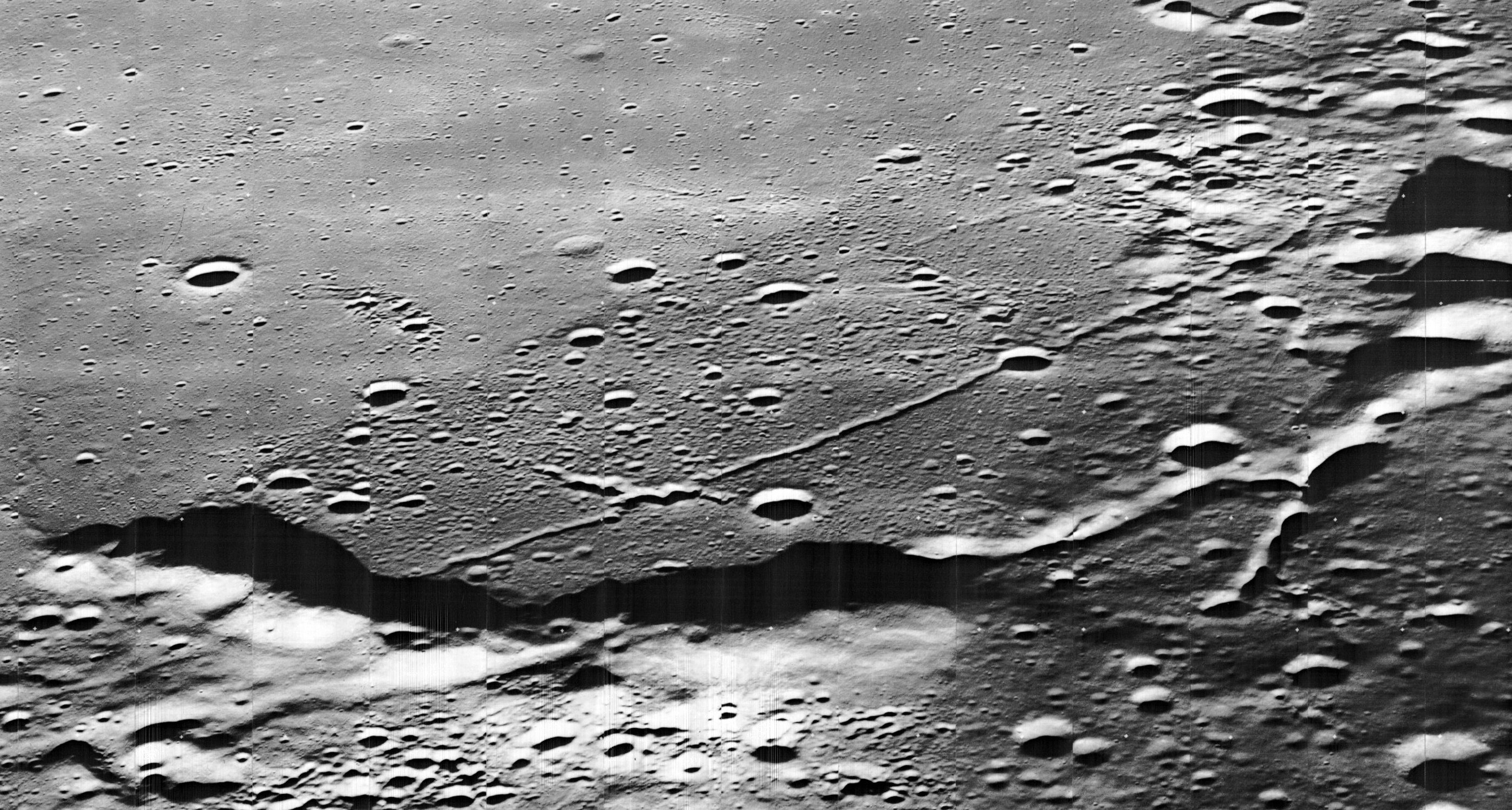
月球轨道器3号拍摄的部分梅斯特林月溪

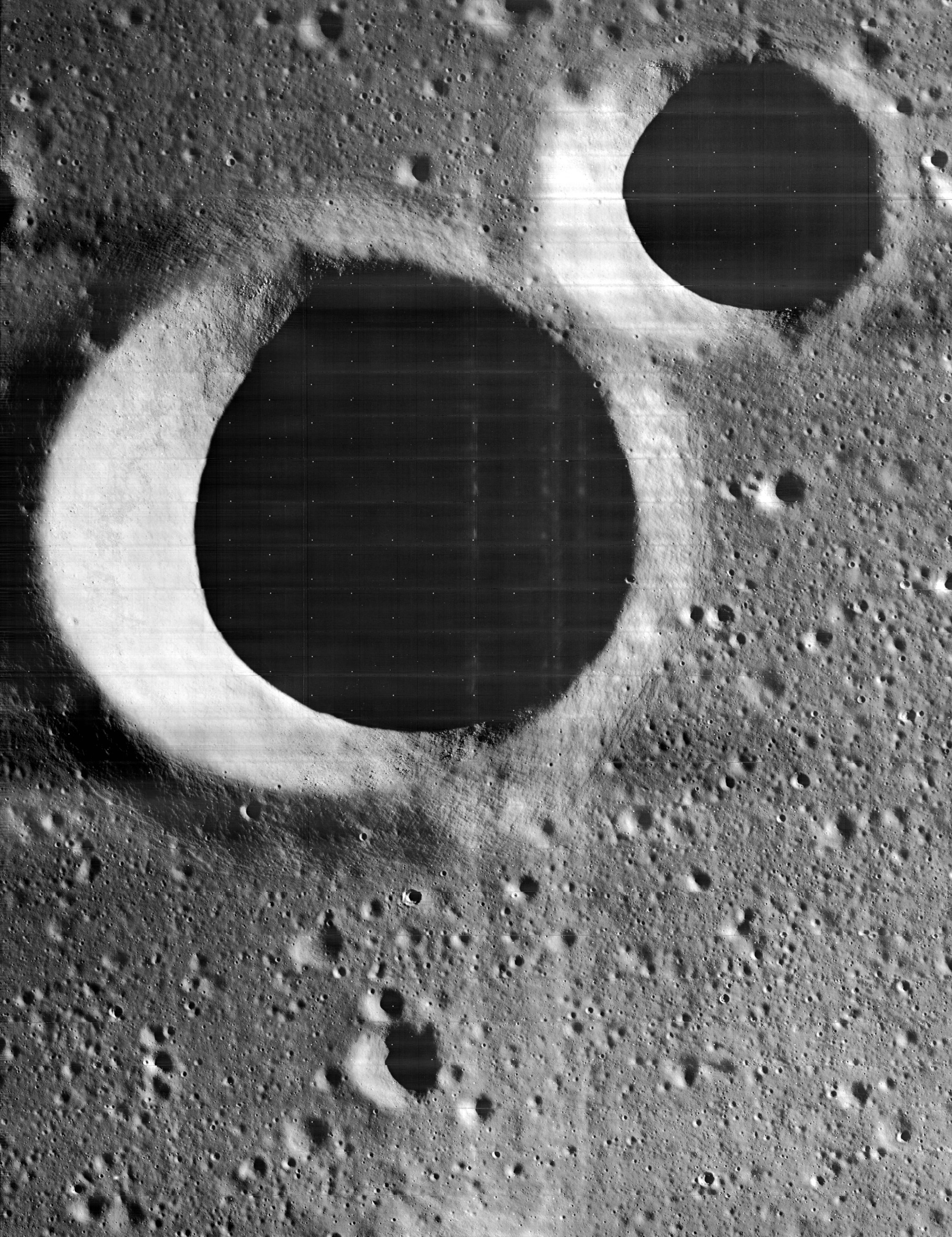
月球轨道器3号拍摄的卫星坑"马梅斯特林 G"

该陨坑西侧靠近修斯陨石坑、东北毗邻开普勒陨石坑，多边形状的恩克陨石坑位于它的东面、而它的西南偏西和东南分别横亘了醒目的佛兰斯蒂德陨石坑和类似弧形山脊般的大残迹坑-几乎完全被月海吞没的卫星坑"梅斯特林 R"、而南面则延伸着笔直的梅斯特林月溪，距梅斯特林陨石坑东面不远处坐落了岛海。
该陨坑中心月面坐标为4°54′N 40°43′W / 4.9°N 40.72°W，直径6.82公里，
深约1.15公里。
梅斯特林陨石坑是一座圆碗状的小月坑，几乎未受到任何明显的磨损、侵蚀，坑壁坑沿尖峭、内侧坡平整，带有较高的反照率。它的坑壁最大高出周边地形250米，内部容积约为12.69公里3。其形态特征隶属于"ALC 型"(以该类陨石坑的典型代表—卫星坑"阿尔巴塔尼环形山 C"所命名)。陨坑周边的月海表面覆盖有一些来自开普勒陨石坑的射纹尘埃。

## 卫星陨石坑
按惯例，最靠近梅斯特林陨石坑的卫星坑在月图上以字母标注在该坑中心点的旁边。
| 梅斯特林 | 纬度    | 经度     | 直径     |
| -------- | ------- | -------- | -------- |
| G        | 1.98° N | 42.2° W  | 3.3公里  |
| H        | 4.64° N | 43.57° W | 7.1公里  |
| R        | 3.53° N | 41.47° W | 60.4公里 |

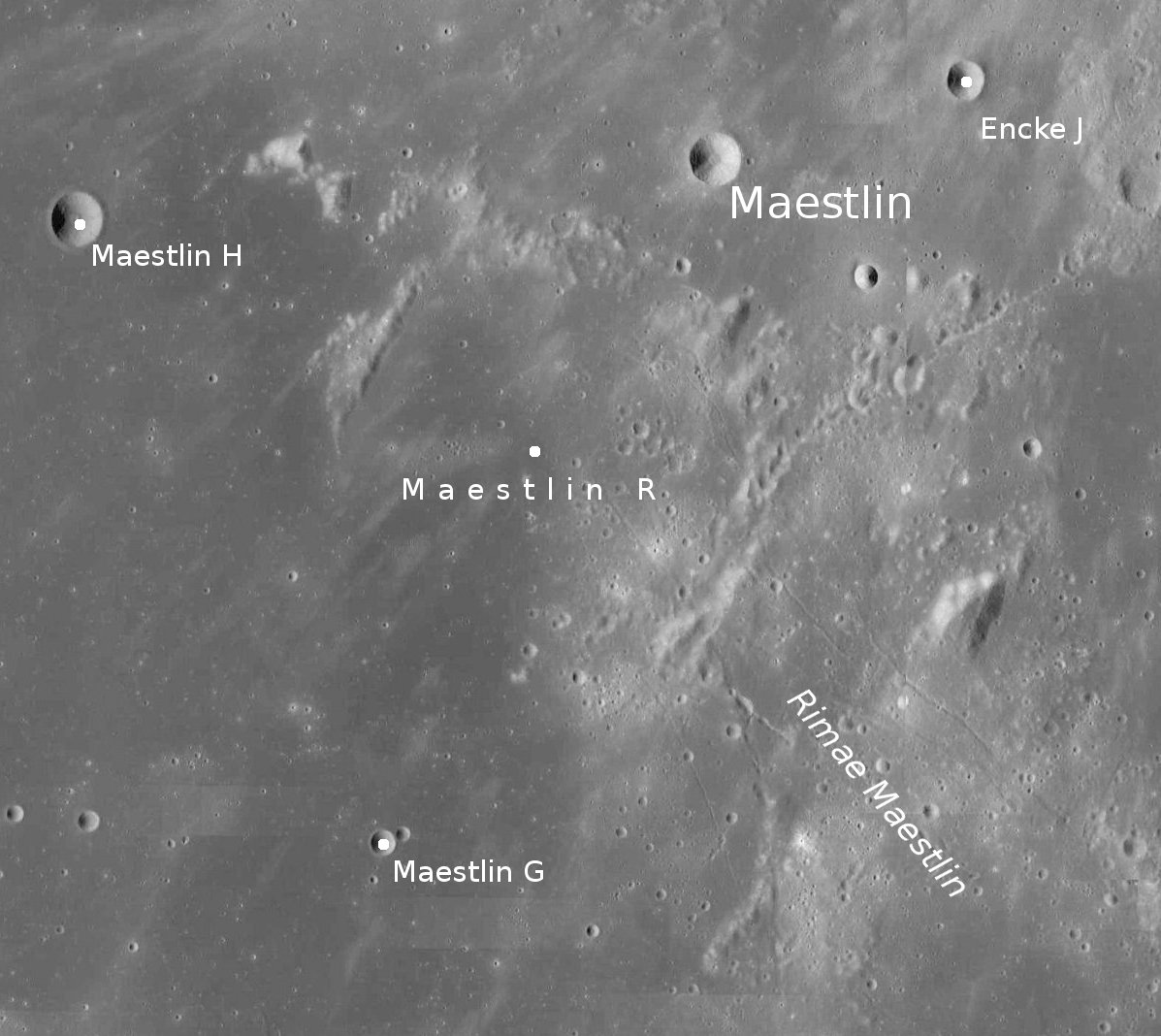
月球勘测轨道飞行器拍摄

- 卫星坑"梅斯特林 H"是月食期间被记录到表面温度异常的陨坑之一，这主要是该类月坑的地质龄较短，表面尚未形成能产生隔热作用的表岩屑覆盖层所致；
- 卫星坑"马梅斯特林 G"和"梅斯特林 H"约形成于爱拉托逊纪[1]；
- 卫星坑"马梅斯特林 R"约形成于前酒海纪[1]。

## 另请参阅
- Andersson, L. E.; Whitaker, E. A. . NASA RP-1097. 1982.
- Blue, Jennifer. . USGS. July 25, 2007  [2007-08-05]. （原始内容存档于2012-04-08）.
- Bussey, B.; Spudis, P. . New York: Cambridge University Press. 2004. ISBN 978-0-521-81528-4.
- Cocks, Elijah E.; Cocks, Josiah C. . Tudor Publishers. 1995. ISBN 978-0-936389-27-1.
- McDowell, Jonathan. . Jonathan's Space Report. July 15, 2007  [2007-10-24]. （原始内容存档于2012-05-26）.
- Menzel, D. H.; Minnaert, M.; Levin, B.; Dollfus, A.; Bell, B. . Space Science Reviews. 1971, 12 (2): 136–186. Bibcode:1971SSRv...12..136M. doi:10.1007/BF00171763.
- Moore, Patrick. . Sterling Publishing Co. 2001. ISBN 978-0-304-35469-6.
- Price, Fred W. . Cambridge University Press. 1988. ISBN 978-0-521-33500-3.
- Rükl, Antonín. . Kalmbach Books. 1990. ISBN 978-0-913135-17-4.
- Webb, Rev. T. W.  6th revised. Dover. 1962. ISBN 978-0-486-20917-3.
- Whitaker, Ewen A. . Cambridge University Press. 1999. ISBN 978-0-521-62248-6.
- Wlasuk, Peter T. . Springer. 2000. ISBN 978-1-85233-193-1.